# Кровлі (Техас)
Кровлі (англ. Crowley) — місто (англ. city) в США, в округах Таррант і Джонсон штату Техас. Населення — 18 070 осіб (2020).

## Географія
Кровлі розташоване за координатами 32°34′41″ пн. ш. 97°21′28″ зх. д. / 32.57806° пн. ш. 97.35778° зх. д. (32.577977, -97.357704).  За даними Бюро перепису населення США в 2010 році місто мало площу 18,82 км², з яких 18,79 км² — суходіл та 0,03 км² — водойми.

## Демографія
Згідно з переписом 2010 року, у місті мешкало 12 838 осіб у 4408 домогосподарствах у складі 3424 родин. Густота населення становила 682 особи/км².  Було 4714 помешкання (250/км²).
Расовий склад населення:
| - 76,5 % — білих - 13,3 % — чорних або афроамериканців - 1,5 % — азіатів - 0,8 % — корінних американців - 0,1 % — вихідців з тихоокеанських островів - 4,8 % — осіб інших рас |

До двох чи більше рас належало 3,1 %. Частка іспаномовних становила 15,2 % від усіх жителів.
За віковим діапазоном населення розподілялося таким чином: 30,9 % — особи молодші 18 років, 60,8 % — особи у віці 18—64 років, 8,3 % — особи у віці 65 років та старші. Медіана віку мешканця становила 31,9 року. На 100 осіб жіночої статі у місті припадало 93,3 чоловіків;  на 100 жінок у віці від 18 років та старших — 88,2 чоловіків також старших 18 років.
Середній дохід на одне домашнє господарство  становив 74 019 доларів США (медіана — 63 038), а середній дохід на одну сім'ю — 80 625 доларів (медіана — 65 519). Медіана доходів становила 55 934 долари для чоловіків та 37 949 доларів для жінок. За межею бідності перебувало 10,7 % осіб, у тому числі 21,1 % дітей у віці до 18 років та 2,2 % осіб у віці 65 років та старших.
Цивільне працевлаштоване населення становило 6876 осіб. Основні галузі зайнятості: освіта, охорона здоров'я та соціальна допомога — 26,4 %, виробництво — 15,3 %, роздрібна торгівля — 13,9 %.